# Skûtsjemuseum
Het Skûtsjemuseum is een museum in Eernewoude, in de Nederlandse provincie Friesland en werd in 1998 opgericht door Age Veldboom.
Het museum nabij het Nationaal Park De Oude Venen is sinds 1998 ondergebracht in een oude scheepshellingloods op het bedrijventerrein van Eernewoude. Het wordt ook wel De Stripe genoemd, de naam van het bedrijventerrein maar ook van de historische scheepswerf De Stripe van het museum.
Er worden rondleidingen gegeven en bezoekers kunnen gaan zeilen met een skûtsje. In de smederij, de zwaardmakerij en de zeilmakerij is de tijd van begin twintigste eeuw zichtbaar toen diverse ambachten en technieken vereist waren om een skûtsje te bouwen.
Het museum bezit een grote collectie geluidsbanden met de stemmen van oude skûtsjeschippers. Ook kunnen de oude werfboeken worden ingezien van scheepsbouwer Eeltje Holtrop van der Zee,  Eeltsjebaas. Naast de rijke historie van het skûtsjesilen wordt aandacht geschonken aan de zware omstandigheden in de tijd dat skûtsjes onder zeil dagelijks voeren met vrachten turf, terpmodder, mest en zand.
Naast het museum werd tussen 2004 en 2008 het houten skûtsje Aebelina gebouwd, waarbij bezoekers de bouw konden volgen. Het museum is 's winters gesloten.